# 愛黛兒
愛黛兒·劳丽·布鲁·阿德金斯，MBE（/əˈdɛl/；1988年5月5日—），英国创作歌手。在2006年于BRIT学校艺术专业毕业后，與XL唱片签订了唱片合约。她的首张专辑《19》于2008年发行，其中收录了英国排名前五的热门单曲，包括〈追寻出路〉和〈让你感受到我的爱〉等，该专辑在英国认证为八白金唱片，在美国认证为三白金唱片，阿黛尔因此荣获了全英音乐奖新星奖以及格莱美奖最佳新人。
阿黛尔于2011年发行第二张录音室专辑《21》，後该专辑成为21世纪全球最畅销的专辑，销量超过3,100万张，其在英国获得17白金唱片认证（有史以来该国销量认证最高的独唱歌手），在美国获得了钻石唱片认证。根据《公告牌》数据，《21》是美国榜单历史上表现最好的专辑，在《公告牌》二百强专辑榜上占据了24周的榜首（是有史以来女歌手中夺冠周数最多的）。她以冠军单曲〈坠入深渊〉、〈如你〉以及〈以火焚雨〉，成为了《公告牌》百强单曲榜历史上第一位作为主唱同时拥有三首前十名单曲的女歌手。该专辑获得了创纪录的众多奖项，包括年度专辑在内的六项格莱美奖，以及全英音乐奖年度专辑。《21》的成功使阿黛尔在吉尼斯世界纪录中打破多項记录。
2012年，阿黛尔为电影《007：大破天幕杀机》演唱主题曲〈天幕杀机〉，并以此获得奥斯卡奖和金球奖最佳原创歌曲奖。她的第三张录音室专辑《25》于2015年发行，随即成为当年最畅销专辑，并打破了英国和美国的首周销售记录。《25》是她第二张在美国获得钻石认证的专辑，该专辑为她赢得包括年度专辑在内的五项格莱美奖，以及包括年度专辑在内的四项全英音乐奖。主打歌〈你好〉成为美国第一首在发行后一周内销量超过一百万的数字单曲。她的第四张录音室专辑《30》于2021年发行，其中收录了排行榜上的冠军单曲〈寬容待我〉。这张专辑是当年英美两国及全球最畅销的专辑，该专辑获得了2022年全英音乐奖年度专辑的奖项。
阿黛尔是世界上最畅销的歌手之一，其唱片总销量超过1.2亿张。她获得的荣誉包括16项格莱美奖和12项全英音乐奖。她分别于2011年、2012年和2016年获《公告牌》评为年度艺人；在2012年和2016年的艾弗·诺韦洛奖上，阿黛尔被评为年度词曲作家；2012年，她于VH1的100位音乐界中最伟大的女性中排名第五位；《时代》于2012年、2016年和2022年将她评为世界上最有影响力的人之一。她在2013年女王生日荣誉表彰会上被授予员佐勋章，以表彰她对音乐界的贡献。她在英国、北美及大洋洲开展的第三次巡演在全球范围内打破了上座率记录，她的专辑《21》被《滚石》列入有史以来最伟大的500张专辑（2020年）的列表中。

## 早期生活
阿黛尔·劳丽·布鲁·阿德金斯于1988年5月5日出生在伦敦托特纳姆，母亲是英格兰人彭妮·阿德金斯（Penny Adkins），父亲是威尔士人马克·埃文斯（Marc Evans）。父親在阿黛尔2岁时离开母女二人，因此阿黛尔由母亲带大。她在4岁时便开始唱歌，并开始着迷于声乐。1997年，9岁的阿黛尔和她从事家具制造商和成人学习活动组织的母亲搬到英格兰南岸的布莱顿。
1999年，她和母亲搬回伦敦；先是搬到布里克斯顿，然后搬到伦敦南部的西诺伍德，这也是她第一首歌〈荣耀故乡〉的主题。她在布罗克韦尔公园度过了她的大部分青春岁月，那时她会弹奏吉他并唱歌给朋友听，她在2015年的歌曲〈很久以前〉中回忆了这一点。她说：「那里有我生命中相当有纪念意义的时刻，我开车经过那儿（2015年），我真的泪流满面。我真的很想念它。」2006年5月，阿黛尔毕业于克罗伊登的英国表演艺术与技术学校，她是利昂娜·刘易斯和婕茜·J的同学。阿黛尔认为学校培养了她的天赋，即使当时她对进入艺人与制作部（A&R）更感兴趣，并希望对其他人的职业生涯有所帮助。

## 演唱生涯

### 2006年－2010年：事业起步及《19》

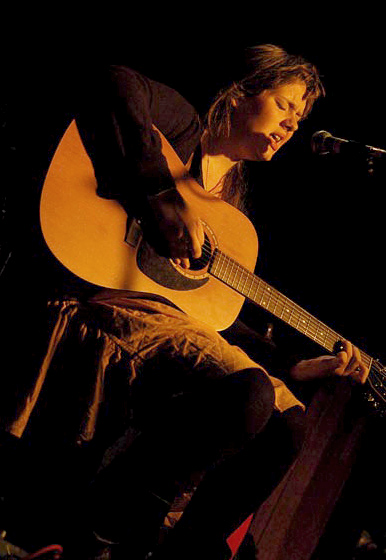
2007年，阿黛尔在伦敦基尔伯恩的一场演出中演奏原声吉他

毕业四个月后，阿黛尔在在线艺术杂志PlatformsMagazine.com的第四期上发布了两首歌。她曾为课堂项目录制了三首歌曲的小样，并把它交给了朋友。小样随后被上传到了Myspace上，获得了巨大反响，这引起了XL唱片老板理查德·拉塞尔（Richard Russell）的注意并给她打去了电话。她怀疑这个机会是否是真的，因为她知道的唯一一家唱片公司是维珍唱片，于是她带着朋友参加了这次会面。大约在这个时候，阿黛尔与里斯塔（Ricsta）合作了〈Be Divine〉，这首歌被据称是“适合电音俱乐部播放”的歌曲。
XL唱片的尼克·休格特（Nick Huggett）将阿黛尔推荐给九月经纪公司（September Management）的经理乔纳森·迪金斯（Jonathan Dickins）；2006年6月，迪金斯成为她正式的经纪人。英国创作型歌手杰米·T当时也隶属于九月经纪，作为他的忠实粉丝，这吸引了阿黛尔的加入。休格特随后于2006年9月安排阿黛尔与XL唱片签约。阿黛尔在杰克·佩尼亚特的首张专辑中的歌曲〈My Yvonne〉中参与了和声，借此机会，她认识了制作人吉姆·阿比斯，他参与了阿黛尔首张专辑《19》中的大部分内容和《21》中的部分曲目。2007年6月，阿黛尔首次登上电视荧幕，在英国广播公司的节目《Later... with Jools Holland》中表演了歌曲〈Daydreamer〉。2007年10月，阿黛尔发行了创作于16岁时的爆红歌曲〈荣耀故乡〉。
2008年，阿黛尔在戴米恩·莱斯的支持下进行了一场不插电演出，并成为了媒体头条。她成为了全英音乐奖评论家选择奖的第一位获奖者，并在英国广播公司乐评人年度评选活动“2008年年度新声”的突破性艺人中排名第一。2008年1月14日，距专辑发行还有两周之时，她提前发行了第二支单曲〈追寻出路〉；这首歌在英国排行榜上最高达到亚军，并保持了四周。《19》以她创作其中大部分歌曲时的年龄命名，这张专辑在英国排行榜上夺得了冠军。《泰晤士报》的《现代音乐百科》栏目将《19》称为“必不可少的”蓝眼灵魂乐唱片。阿黛尔凭借《19》获得了2008年水星奖的提名；此外，她还赢得了城市音乐奖“最佳爵士艺人”奖项，以及获得了MOBO奖最佳英国女歌手的提名。2008年3月，阿黛尔与哥伦比亚唱片和XL唱片签署了一份联合协议，以更好地打入美国市场。她在同一个月开始了短暂的北美巡演，《19》于6月在美国发行。《公告牌》杂志评价道：“阿黛尔确实有潜力成为她这一代人中最受尊敬的和最打动人心的国际艺人。”与阿黛尔共度之夜世界巡回演唱会于2008年5月至2009年6月间进行。

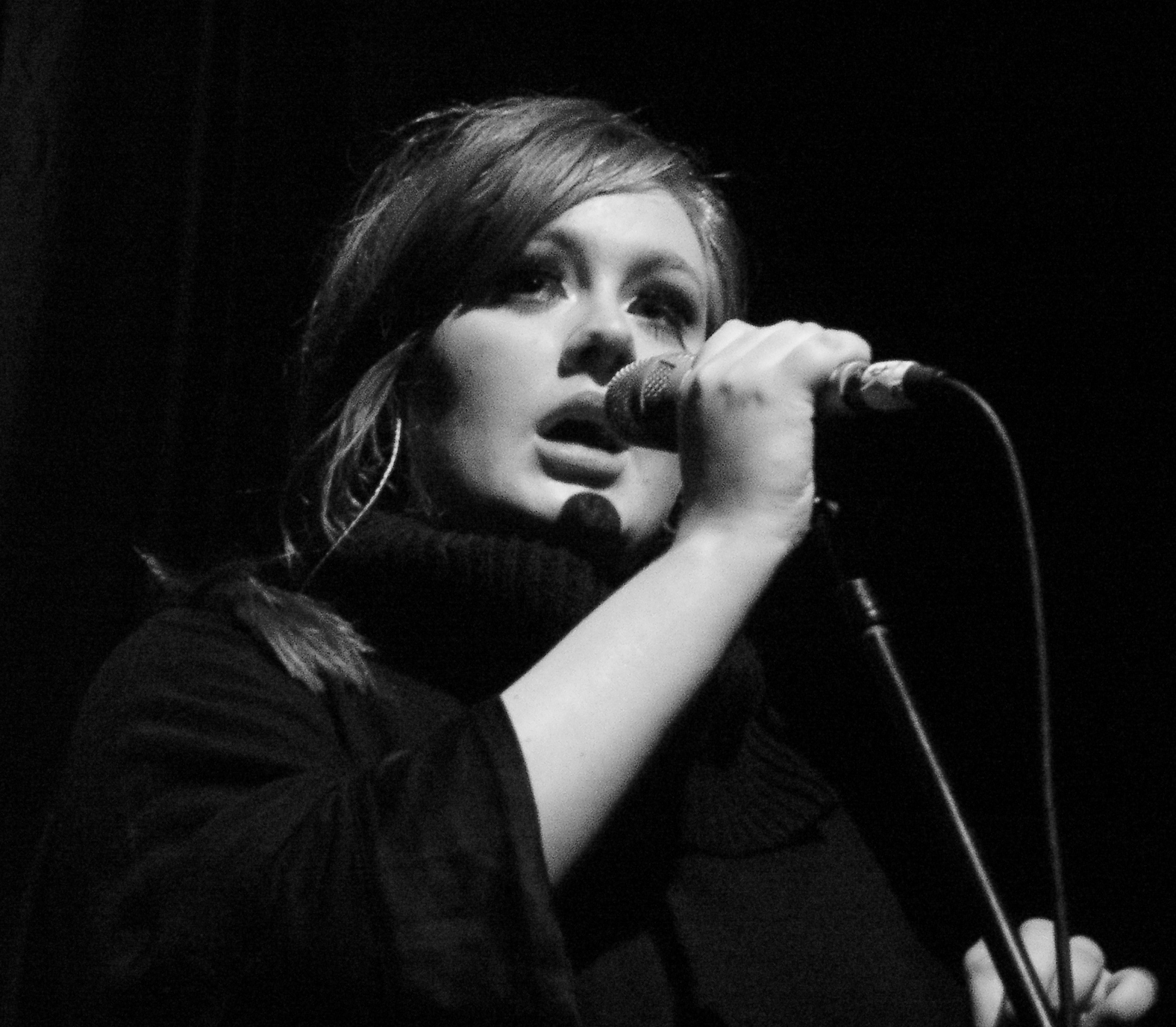
2009年1月，阿黛尔的现场表演

随后阿黛尔以陪伴前男友为由取消了2008年的美国巡演安排。她在2009年6月在《Nylon》杂志上说道：“我想，‘我不能相信我做了那件事。’这看起来是如此的忘恩负义……我喝得太多了，这是我和这个男孩关系的基础。我不能忍受没有他，所以我想，‘好吧，那我就取消我的安排吧’”。她认为这段时期是她的“青年危机”。她还不喜欢飞行，并且离开家乡伦敦时总会产生思乡情绪。到2008年10月中旬之时，阿黛尔在美国的突破尝试似乎已经失败。2008年10月18日，她被安排登上了全国广播公司《周六夜现场》中担任音乐嘉宾；本期节目的嘉宾包括当时美国副总统候选人莎拉·佩林，并以1,700万的观众数创造了14年来的最佳收视率。阿黛尔在节目上演唱了〈追寻出路〉和〈不屑一顾〉；第二天，《19》在iTunes排行榜上登顶，并在亚马逊上排名第五，而〈追寻出路〉则也上升到歌曲销售榜前25名。该专辑因此在《公告牌》二百强专辑榜上升至第11位，比前一周跃升了35位。2008年11月，阿黛尔在搬离了母亲的房子，搬到了伦敦的诺丁山，此举促使她戒酒。这张专辑在2009年初被美国唱片业协会认证为金唱片。截至2009年7月，该专辑在全球已售出220万张。
在2009年2月举行的第51届格莱美奖颁奖典礼上，阿黛尔赢得了最佳新人，此外还凭借〈追寻出路〉赢得了最佳流行女歌手，该歌曲还获得了年度制作和年度歌曲的提名。阿黛尔在颁奖典礼上与詹妮弗·内特尔斯〈追寻出路〉。2010年，阿黛尔凭借〈荣耀故乡〉获得格莱美最佳流行女歌手的提名。4月，她的歌曲〈天生一对〉进入了德国单曲排行榜，此前这首歌由莱娜·迈尔-兰德鲁特在决定2010年欧洲歌唱大赛德国参赛选手的选秀比赛《我们的奥斯陆之星》中演唱。9月下旬，阿黛尔在《X音素》上翻唱了鲍勃·迪伦的〈让你感受到我的爱〉后，该歌曲重新进入英国单曲榜并最高排名第四。在2010年CMT年度艺人特别节目中，阿黛尔与达里乌斯·拉克一同演唱了战前女神的〈Need You Now〉，两人的二重唱引起了广泛关注，这一表演后来获得了CMT音乐奖的提名。

### 2011年－2014年：《21》、全球爆红及事业暂停
愛黛兒於2011年1月24日在英國推出她的第二張錄音室專輯《21》，在美國於2011年2月22日推出。她說這張專輯的靈感是來自跟前伴侶分開。專輯中的音樂被形容為古典及現代的鄉村音樂和草根音樂。她第一張專輯的音樂轉變，是來自當愛黛兒遊覽美國南部時，她的旅遊車司機正播放納許維爾的現代音樂，而標題反映了她在過去兩年的成長與經歷。她在《Spin》中說：「這是對我來說真的很興奮的，因為我沒接觸過這種音樂。」
《21》在超過30個國家流行榜中登上第一位，包括英國及美國。在2011年2月15日的2011年全英音樂獎中，《Someone like You》有一個情感的表現，替這歌在英國推上榜首的位置。愛黛兒的第一張專輯《19》和第二張專輯《21》的《Rolling in the Deep》及《Someone Like You》都在英國單曲榜上位列前5名位置，使她成為現存的藝人繼1964年披頭四之後，同時有兩首歌同時在《官方單曲榜》及《官方專輯榜》上實現登上首五位，並保持5星期。兩首歌在多個地區的榜上位列第一，打破了多個銷售業績的紀錄。2011年5月，愛黛兒因為高稅收的一些關鍵陳述而引起一起小爭議。隨著她在2011年MTV音樂錄像獎上，《Someone Like You》的表現，使她的歌再次打進《告示牌百大單曲榜》。2011年12月，《21》在英國銷售量超過375萬張，13個白金唱片，超越已故歌手艾美·懷恩豪斯的《Back to Black》，成為21世紀最暢銷的專輯，使愛黛兒成為有史以來第一位在一年內賣出超過300萬張專輯。在美國，《21》每周平均銷售是122.2萬張，銷售量達到560萬張，得到5項白金唱片，此外亦同時成為全球最暢銷大碟，全球銷售高達1600萬張。
《Set Fire to the Rain》成為她第三支冠軍單曲入選《告示牌百大單曲榜》，使愛黛兒的《21》成為首個藝人的專輯保持在榜首位置，而同時擁有3首冠軍單曲在《告示牌榜單》中。

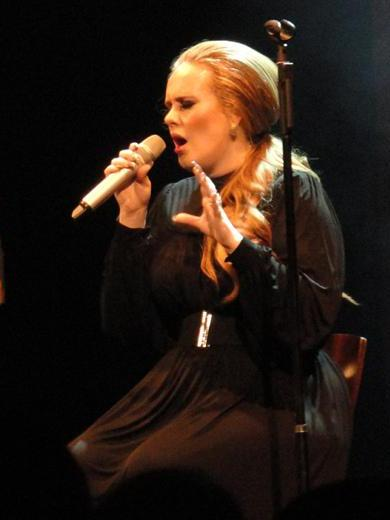
愛黛兒在2011年8月12日於华盛顿州西雅圖的表演。

為了宣傳新專輯，愛黛兒踏上她的《愛黛兒巡迴演唱會》之旅，門票於北美售罊。2011年10月，愛黛兒因聲帶出血，被迫取消兩場巡迴演唱。同時她發表了聲明，指她需要休息一段長時間，避免她的聲音永久受損。期後她在11月的首個星期於波士頓的麻省總醫院接受雷射顯微外科手術。她的巡迴演唱會錄音《皇家阿爾伯特音樂廳演唱會》在2011年11月發布，開售時售出9.6萬張，是計算一星期內最高音樂DVD，成為4年內最暢銷的音樂DVD。愛黛兒是在世界專輯榜的歷來首位藝人得到該年的成績：一年一張專輯 (《21》)、榜首單曲 (《Rolling in the Deep》)，以及榜首音樂錄像。在11月20日的2011年全美音樂獎，愛黛兒贏得3個獎項：最受歡迎流行/搖滾女歌手、最歡迎成年現代藝人，及最受歡迎流行/搖滾專輯《21》。在12月9日，《告示牌榜單》命名愛黛兒為年度藝人、告示牌200大年度專輯《21》、告示牌百大年度單曲《Rolling in the Deep》，她成為成為有史以來的第一位女性囊括以上三個獎項。
在聲帶手術之後，愛黛兒於2012年2月14日的第54屆葛萊美獎典禮上復出，她得到六項提名並橫掃囊括六獎，分別為「年度製作」/《Rolling in the Deep》、「年度專輯」/《21》、「年度歌曲」/《Rolling in the Deep》、「最佳流行歌手」/《Someone Like You》、「最佳流行演唱專輯」/《21》與「最佳短篇音樂錄影帶」/《Rolling in the Deep》，使她繼碧昂絲後，在葛萊美獎史上第二位女藝人於一晚內贏得多個獎項。自格林美獎頒獎禮後，根據尼爾森音樂自1991年的跟蹤統計數據顯示，《21》的銷售數字上升，獲得單週最大銷售額。
2012年1月，《21》在《告示牌200大專輯榜》中，追平了席琳·狄翁的專輯《Let's Talk About Love》16周冠軍記錄。愛黛兒在2月21日的2012年全英音樂獎中獲得「最佳英國女獨唱藝人」及「年度英國專輯」。在《全英音樂獎》之後，《21》在非連續的21周內登上《英國專輯榜》榜首，專輯在英國售出450萬張，在全天候《英國暢銷專輯列表》中第四位。在10月，專輯在英國衝破480萬張大關，並在11月於美國衝破1000萬張。愛黛兒是過去10年在美國唯一的藝人或樂隊於兩年內一張專輯獲得RIAA鑽石認證。截至年底，《21》的成功帶動了《19》的銷量，兩碟銷售合總共3000萬張，是自2004年亞瑟小子的暢銷大碟《Confessions》2000萬張銷售後，七年以來最暢銷的專輯，是2010年代第一張破1000萬張大關的大碟，亦在《告示牌200大專輯榜》從第10位躍升至第4位，這是近代西方流行音樂史上極罕見的情況，被Lady Gaga形容為「自己唯一的對手」。愛黛兒的專輯《21》最終在美國告示牌專輯榜一共獲得24週冠軍，在英國專輯榜一共獲得23週冠軍。2012年4月3日，愛黛兒落實她的第三張專輯可能會花至少兩年的時間，她說：「我需要多一點時間和現場表演，我的第一張跟第二張專輯相隔兩年是很好的，所以它將會在相同時間。」她指自己將繼續寫關於自己的東西。2012年6月，愛黛兒在部落格上宣布懷孕的消息，她與男友Simon正期待他們第一個寶寶的來臨。
2012年10月，愛黛兒已落實為第23齣《占士邦電影》作曲及錄製主題曲《空降危機》，《空降危機》一曲，是跟電影製片人Paul Epworth共同編寫，於艾比路工作室錄製，並得到J. A. C. Redford編制管弦樂。愛黛兒表示錄製此歌曲期間是「我生命中最自豪的時間之一。」10月14日，《空降危機》在《英國單曲榜》上升到第二位，銷售量92,000張，其整體銷量為17.6萬張。《空降危機》在《告示牌熱門100單曲榜》中排第8，是她自首張專輯後第一支於首10位的歌，在美國發行的首3天共售出26.1萬張。這紀錄平了杜蘭杜蘭的《A View to a Kill》作為《占士邦電影》的主題曲於《英國單曲榜》的位置。《空降危機》單曲已經在全球售出超過200萬張。2012年12月，《告示牌榜單》給予愛黛兒的獎項：《年度藝人》及《年度專輯：21》，使她成為第一位連續兩年同時獲得這兩個獎項的人，並命名為最受歡迎女歌手。《美聯社》把愛黛兒命名為《2012年年度藝人》。
2013年8月，《21》的銷售達2800萬張。《21》是21世紀第2張最賣座的專輯，布蘭妮·斯皮爾斯的《爱的再告白 (专辑)》、諾拉·瓊絲的《遠走高飛》，僅次於披頭四的精選專輯《1》。

### 2015年－2017年：《25》与阿黛尔现场2016

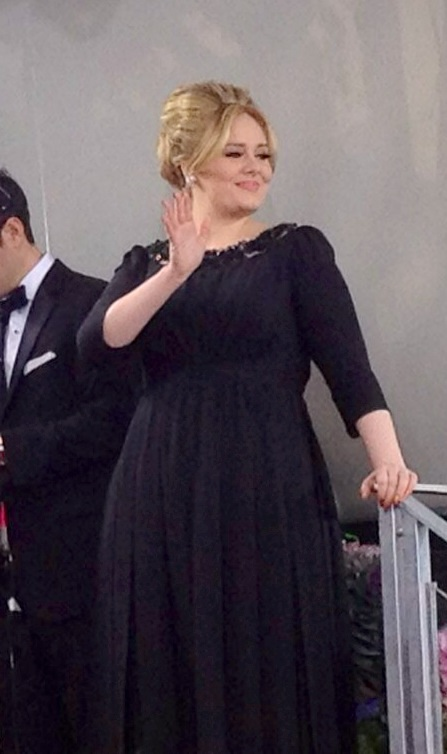
愛黛兒出席於2013年1月13日的第70屆金球獎

在2013年1月，在報導指愛黛兒正籌備新專輯，後來當她考慮在下一張專輯唱甚麼歌曲時，她也確認正為下一張專輯努力。2013年1月13日，愛黛兒憑《007：空降危機》所演唱的電影主題曲《Skyfall》獲得第70屆金球獎的「最佳原創歌曲獎」，並在2013年2月10日舉行的第55屆葛萊美獎上，愛黛兒在《皇家阿爾伯特音樂廳演唱會》現場版的《Set Fire To The Rain 》贏得「最佳流行歌手」殊榮，頒獎禮上她落實了她正於自己第三張專輯的初始階段，並為了奧斯卡獎而逗留在洛杉磯時曾為新專輯進行一些會議，儘管她在此之前否認那些報導，她還表示自己將很大機會與Paul Epworth再度合作。根據報導，跟她合作製作新專輯的包括湯姆·赫爾、詹姆斯·福特、威廉·奧比、瑞安·特德和黛安·華倫，而愛黛兒的發言人落實專輯將預計於2014年發行。2013年2月24日的奧斯卡金像獎，她獲得「最佳原創歌曲獎」並於頒獎禮上演唱。2013年9月，維茲·卡利法落實愛黛兒跟他合作製作他的第五張專輯《Blacc Hollywood》，雖然合作還有待清晰。2013年12月的《第56屆葛萊美獎》，愛黛兒獲得她的第13個葛萊美獎提名，包括「最佳創作影視媒體歌曲」。
2014年1月26日，愛黛兒憑歌曲《Skyfall》於第56屆葛萊美獎上奪得「最佳創作影視媒體歌曲」獎項。2014年5月的生日前夕，愛黛兒在她的Twitter帳戶中發布一個隱晦的訊息，促使媒體對她下一張專輯的討論，該段訊息是：「25再見……下半年再見」，這個訊息由一些網站（例如每日郵報和首都電臺）解讀，認為她的下一張專輯將會在2014年稍後的時間發布，專輯將定名為《25》，並預計於2015年11月20日發行。同年，她獲世界音樂獎共9項的提名。

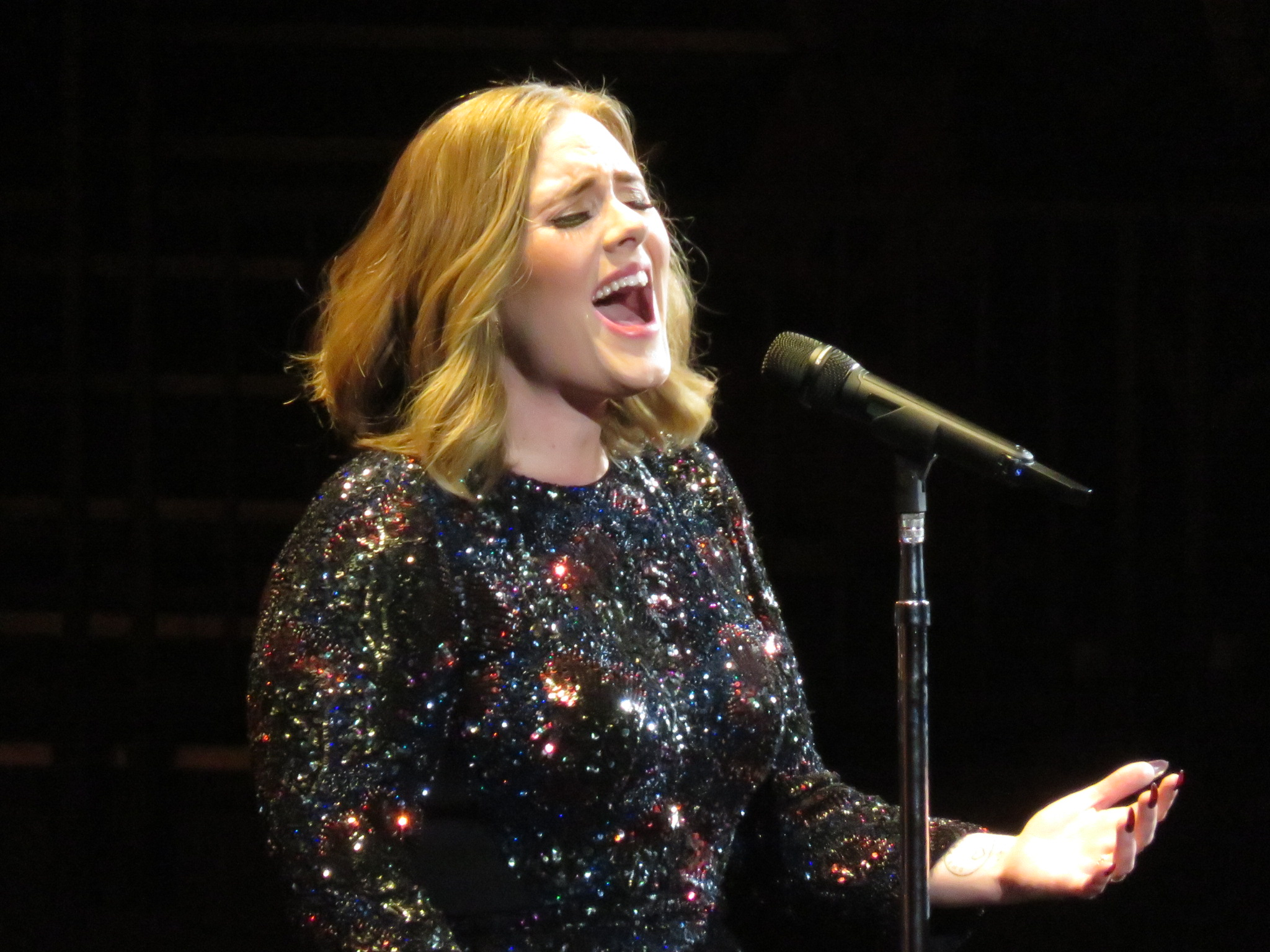
愛黛兒於伯明翰表演，2016年3月

2015年10月23日，新專輯《25》的首支單曲《Hello》發行。11月，《25》正式推出，單單在美國首周銷量也突破338萬張，連同英國賣出的80萬張以及世界各地，首周全球總銷量合共超過400萬張。《25》遠超了宇多田光於2001年憑專輯《Distance》創下的史上最高首周全球總銷量紀錄。
2016年2月，確認第二支單曲為《When We Were Young》，2月24日在2016年全英音樂獎中獲得「最佳英國女歌手」、「最佳英國專輯」《25》、「最佳英國單曲」《Hello》、「全球成就獎」4項大獎，成為當天的最大贏家，並在壓軸演唱歌曲《When We Were Young》。2016年5月22日，在美國拉斯維加斯舉行的2016告示牌音樂獎，愛黛兒榮獲「年度最佳藝人」、「最佳女歌手」、「最佳告示牌200大專輯榜歌手」、「最佳告示牌200大專輯」《25》、「最佳暢銷單曲」《Hello》5項大獎，愛黛兒因為進行世界巡迴演唱會緣故，所以未親臨領獎，但當天典禮中首映《Send My Love (To Your New Lover)》的MV，做為第三支單曲。
愛黛兒在2017年2月12日第59屆葛萊美獎典禮上，她五項提名再度橫掃囊括五獎，分別為「年度製作」/《Hello》、「年度專輯」/《25》、「年度歌曲」/《Hello》、「最佳流行歌手」/《Hello》與「最佳流行演唱專輯」/《25》，愛黛兒成為葛萊美獎有史以來首位二度完封，把所有入圍作品一次獲獎抱回的歌手。
2017年2月22日在2017年全英音樂獎中，愛黛兒再度蟬聯奪下「全球成就獎」。

### 2018年－现在：《30》
2018年，消息指阿黛尔正创作个人第四张录音室专辑《30》。2019年5月5日31岁生日当天，阿黛尔在个人Instagram帐号发布多张黑白自拍照庆祝生日，回归上一年的工作。贴文结尾指出，《30》会是刁难大家的鼓打贝斯专辑，让媒体猜测这是在暗示新专辑将要到来。2020年2月15日，阿黛尔在好友婚礼上宣布第四张专辑将于9月份面世，但后来确认专辑的制作与发行受2019冠状病毒病疫情影响延期。2020年10月24日，暌违电视荧幕四年的阿黛尔亮相《周六夜现场》，与当晚的音乐表演嘉宾H.E.R.共同出场。
2021年10月1日，全球各大城市的地标及建筑出现数字“30”的投影及广告牌，不禁使人猜测阿黛尔在背后安排，认为《30》就是新专辑的名称。不久后，阿黛尔的官方网站及社交媒体帐号发布和投影及广告牌设计相同的内容，暗示新专辑名字就是《30》，随后得到确认。2021年10月5日，阿黛尔宣布新单曲《寬容待我》，也是專輯裡首波主打歌曲，将于10月15日发布。该曲获得如潮好评，发行当天打破Spotify和Amazon Music唱片播放量单日榜，同时空降英国单曲排行榜首位，是阿黛尔第三首英国冠军单曲，也是其个人2017年1月以来销量最高的歌曲。歌曲还空降美国公告牌百强单曲榜冠军，是阿黛尔在美国的第五首冠军单曲。新专辑由哥伦比亚唱片负责全球发行，而不是像以往那样由XL唱片和乞丐集团负责海外发行，哥伦比亚负责北美发行。2021年11月19日，阿黛尔發布專輯第二波主打歌曲《我的天》，並於2022年1月13日推出該曲Music Video。
2022年2月8日在2022年全英音樂獎中獲得「年度專輯」《30》、「年度歌手」、「年度單曲」《Easy On Me》等3項大獎，成為當天的最大贏家。
愛黛兒在2023年2月5日第65屆格萊美獎典禮上，以《30》專輯七項提名，其中在「最佳流行歌手」/《Easy on Me》中獲獎。
2024年7月16日，Adele在一次訪問中透露，她將在駐唱結束後無限期暫別樂壇，且沒有推出新專輯的計劃。

## 藝術性

### 聲線與音樂
愛黛兒的音色被歸類為女低音。起初，評論人建議愛黛兒的聲線較她的曲詞創作更應成熟和更耐人尋味，這種多愁善感她也認同，她說：「我從聽艾拉·費茲潔拉的歌來教導自己怎樣的唱歌技巧和音調，聽伊特·珍的激情和蘿貝塔·弗萊克的控制。」
愛黛兒的首張專輯《19》是以靈魂曲風貫穿，歌詞的字裡行間流露出感情破裂後的心碎與內心痛苦，她成功同時躋身成為英國的靈魂女歌手之一，她們被形容為在美國音樂的《英國入侵》。英國媒體逐漸封她作「新的艾美·懷恩豪斯」，這然而她指懶得跟其他靈魂女歌手比較，說：「我們是一個性別，而不是一個類型。」2009年初，聽眾與評論人開始形容愛黛兒與一般的靈魂歌手不同，她是獨一無二的，《全音樂》寫道，「愛黛兒比起任何人實在太神奇了，充滿魔力，無與倫比 」。
在發行首張專輯《19》後，肯伊·威斯特和碧昂絲是在歌手中一致讚賞她的音樂的人，碧昂絲引述受到愛黛兒在她推出四張專輯《第4击》
是其中一位影響頗有的人。 瑪丹娜表示希望跟愛黛兒合作，說：「我覺得她是很出色的，我喜歡她」。
席琳·迪翁於凱撒宮鬥獸場的表演中唱出《Rolling in the Deep》，之後告訴群眾，「我很喜歡愛黛兒，她真的很令人驚歎」。扼殺者樂隊的讓-雅克·布魯內稱自己也是一名樂迷，說：「她把我的目光集中在她身上……當然她是巨大的和她通常會把我關掉，因為她的歌太商業化了，但我真的深受感動。」噴火戰機樂隊的戴夫·格羅爾和涅槃樂隊在接受訪問時重複地讚賞愛黛兒，而戴夫·格羅爾認為《21》「具有空前的影響力，是一張難得的好專輯。它是那麼的真實，富有才華。它值得擁有一切它得到的讚美。這是一張偉大的專輯」。槍砲玫瑰的前結他手史萊許指出：「她是非常好的，她是這個行業的鼓勵，她不造作的寫自己的歌，並設法出售以往的歌曲，這使她成為年輕藝人的一個好榜樣。」

### 影響
愛黛兒最早受到英國騷靈歌手露易絲·賈布里爾的影響，當時5歲的愛黛兒一直很敬佩她，甚至在學校的才藝表演中戴上眼罩演出。她指自己的音樂最大受到伊特·珍和碧昂絲的影響，她還表示她是聽辣妹合唱團、治療樂隊及達斯蒂·斯普林菲爾德和其他人的歌長大，她還稱跟她最親近的媽媽，向她透露了喜歡劳琳·希尔、瑪麗·布萊姬和艾莉西亞·凱斯，她們都讓愛黛兒得到啟發。
愛黛兒說粉红佳人是對她的音樂有最大影響的人，她在倫敦O2布里克斯頓學院看粉红佳人表演時是她生活中其中一個最決定的時間，說「那就是《Missundaztood》，那時我是13或14歲。我從來未聽過，在一間房中，有人在現場這樣的唱...我記得那種感覺就像是在個風洞一樣，她的聲音就像擊倒我似的，實在令人難以置信。」

## 慈善工作
愛黛兒於自己的職業生涯中參與很多的慈善演唱會。
- 2008年7月及11月，愛黛兒分別於倫敦及紐約市為《保持孩子的生命（英语：Keep a Child Alive）》黑色舞會上演出[147][148][149]；
- 2009年7月，愛黛兒為《保持孩子的生命》籌款，她支付了£8,000英鎊委托Stella Vine（英语：Stella Vine）繪畫《媽媽與我》的肖像，來幫助該組織幫助非洲的愛滋病兒童和他們的家庭[150]。
- 2009年9月17日，愛黛兒在布魯克林音樂學院（英语：Brooklyn Academy of Music）出席《VH1女歌唱家》的活動，為《拯救音樂基金會》籌集資金的演唱會[151][152]。
- 愛黛兒一直是MusiCares（英语：MusiCares）的最大貢獻者，這個組織由格萊美獎得獎者成立的慈善組織，用以協助有需要的音樂家。2009年2月，她在洛杉磯的《MusiCares 2009慈善演唱會》中表演。
- 2009年12月6日，愛黛兒於加州洛杉磯的諾基亞劇院（英语：L.A. Live）舉行的《約翰·梅爾的第2屆年度假日》上作40分鐘的開場表演[153]。
- 2011年，愛黛兒為同性戀及跨性別組織舉辦的《倫敦驕傲（英语：Pride London）》免費演唱會，這個組織是在倫敦安排LGBT活動的註冊慈善組織[154]。
- 2011及2012年，愛黛兒為支持MusiCares而捐出親筆簽名的物品用來拍賣[155][156][157]。
- 在巡迴演唱中，愛黛兒要求參觀後台的人，每位捐出最低$20的捐款額，到英國的慈善組織 (一個致力於支持因嬰兒夭折而受害的父母，及促進如何減少嬰兒死亡的研究)。在英國及歐洲的巡迴演唱中，愛黛兒共籌得$13,000善款[158]。

## 獎項及榮譽
- 在2009年的第51屆格林美獎，愛黛兒贏得格林美獎最佳新人及格林美獎最佳流行女歌手（英语：Grammy Award for Best Female Pop Vocal Performance）[159][160]，她在當中獲得格莱美奖年度制作及格林美獎年度歌曲的提名[161]。同年，她獲得《全英音樂獎》三項提名：最佳英國女性、最佳英國單曲、英國最佳突破演繹獎[162]。當時的英國首相戈登·布朗發了一封感謝信給愛黛兒，寫道：「在本國財政的煩惱上，你是在隧道盡頭的一道曙光[163]。」
- 2012年，在美國成為21個非連續星期的冠軍，愛黛兒破紀錄成為《公告牌》歷史上榜首最久的女歌手專輯，擊敗原先在該位置惠妮·休斯頓的原聲專輯《終極保鑣電影原聲帶》[70]。《21》於2012年3月拿到第23周冠軍，成為自1985年以來上榜時間最長的專輯[164]，並在美國成為過去10年最暢銷的專輯第四位[165]。
- 2012年2月，愛黛兒被命名為「VH1的100位音樂上最偉大女性」當中第五位[166]。2012年4月，美國的《時代雜誌》命名她為「世界上最有影響力的100人」之一[167][168]。《人物雜誌》命名她為「2012年每個年齡最美的人」之一[169]。2012年4月30日，於紐約市紅魚夜總會（英语：(Le) Poisson Rouge）舉行的《百老匯唱好愛黛兒》，演出的百老匯演員包括馬特·道爾[170]。 2012年7月，她被《福布斯》列為「30歲以下最高薪酬的名人」，在2011年5月至2012年5月之間賺得£23,000,000 (約US$35,000,000)[171]。
- 2012年3月3日的周末，愛黛兒成為首位《告示牌百大單曲榜》中有3支單曲同時打進首10位及兩張專輯登上首5位的女歌手、她的兩張專輯和兩支單曲同時登上《公告牌二百强专辑榜》以及《告示牌百大單曲榜》首5位[172]，《星期日泰晤士報富豪榜》將她列入「30歲以下的英國音樂人」之冠[173]。她在《公告牌》列入「首40名吸金者」的頭10位[174]，《公告牌榜单》於同日還宣布她的《Rolling in the Deep》是25年來最大的混合音樂，於流行音樂、成年人流行音樂及當代流行音樂榜中奪冠，使她成為停留於榜上超過13星期的冠軍專輯女歌手之一，其餘三位女歌手分別是茱蒂·嘉蘭、卡洛爾·金與惠妮·休斯頓[175]。3月6日，《21》在30個非連續的星期於ARIA榜中得到第一位，成為了21世紀上榜時間最長的一張專輯，和第二張上榜時間最長的冠軍專輯[176]。
- 2012年5月的原創音樂大獎上，愛黛兒被命名為「年度作曲人」、《Rolling in the Deep》獲得2011年演出次數最多的獎項[177]。2012年10月在倫敦舉行的BMI獎頒獎典禮上，她憑《Rolling in the Deep》獲得「年度歌曲獎」，以表彰歌曲於2011年在美國的電視及電台播放率最高[178]。
- 2013年2月，愛黛兒憑電影《007：空降危機》的主題曲《Skyfall》，獲得奧斯卡最佳原創歌曲獎，這是《007電影》五首主題曲中唯一一首獲獎歌曲，其餘四首分別是：1967年《皇家賭場》的《The Look of Love（英语：The Look of Love (1967 song)）》、1973年電影《生死關頭》同名歌曲《生死關頭（英语：Live and Let Die (song)）》、1977年《鐵金剛勇破海底城》的《Nobody Does It Better（英语：Nobody Does It Better）》，和1981年電影《最高機密》的同名歌曲《最高機密（英语：For Your Eyes Only (song)）》[179][180]。《Skyfall》更在2013年全英音樂獎（英语：2013 Brit Awards）中贏得「最佳英國單曲」[181]。同月，愛黛兒於《BBC廣播四台的《女土時間（英语：Woman's Hour）》被評為「100名最具影響力的英國女性」之一[182]。稍後，愛黛兒因為她的音樂在2013年英女皇壽辰授勳典禮中獲頒大英帝國勳章[183]。

## 音樂作品

### 錄音室專輯
| 專輯 | 專輯資訊                          | 排行榜最高名次 | 排行榜最高名次 | 排行榜最高名次 | 排行榜最高名次 | 排行榜最高名次 | 排行榜最高名次 | 排行榜最高名次 | 排行榜最高名次 | 排行榜最高名次 | 排行榜最高名次 | 銷售 | 認證 | Billboard成績 |
| 專輯 | 專輯資訊                          | UK             | AUS            | CAN            | GER            | IRE            | NLD            | NZ             | NOR            | SWI            | US             | 銷售 | 認證 | Billboard成績 |
| ---- | --------------------------------- | -------------- | -------------- | -------------- | -------------- | -------------- | -------------- | -------------- | -------------- | -------------- | -------------- | --- | --- | --- |
| 1st  | 《19》 - 發行日期：2008年1月28日  | 1              | 3              | 4              | 15             | 2              | 1              | 3              | 7              | 15             | 4              | - ：2,880,000 - ：2,300,000 - 其他： 2,570,000 - 全球：8,300,000 | - ：7白金 - ：4白金 - ：3白金 - ：2白金 - ：2白金 - ：3金 | Billboard100： 《Chasing Pavements》：第21位 全球銷售：2,500,000 Billboard200專輯榜：第四位 |
| 2nd  | 《21》 - 發行日期：2011年1月19日  | 1              | 1              | 1              | 1              | 1              | 1              | 1              | 1              | 1              | 1              | - ：13,000,000 - ：11,850,000 - ：5,033,000 - ：1,850,300 - ：1,850,000 - ：1,550,000 - ：1,100,000 - ：830,000 - ：530,000 - ：300,000 - ：300,000 - ：200,000 - 全球：35,000,000        | - ：3鑽石 - ：2鑽石 - ：鑽石 - ：鑽石 - ：20白金 - ：16白金 - ：14白金 - ：12白金 - ：12白金 - ：12白金 - ：8白金 - ：8白金 - ：8白金 - ：7白金 - ：7白金 - ：鑽石 - ：6白金 - ：5白金 - ：5白金 - ：4白金 | Billboard100： 《Rolling in the Deep》：第1位 (連續7周) 全球銷售：13,500,000 《Someone Like You》：第1位 (連續5周) 全球銷售：10,500,000 《Set Fire to the Rain》：第1位 (連續2周) 全球銷售：8,000,000 《Rumour Has It》：第16位 全球銷售：3,000,000 《Turning Tables》：第63位 全球銷售：1,500,000 Billboard200專輯榜：第一位 |
| 3rd  | 《25》 - 發行日期：2015年11月20日 | 1              | 1              | 1              | 1              | 1              | 1              | 1              | 1              | 1              | 1              | - ：8,000,000 - ：9,420,000/10,600,000 - ：3,430,000 - ：1,000,000 - ：1,200,000 - ：1,110,000 - ：700,000 - ：150,000 - ：450,000 - ：300,000 - ：150,000 - ：150,000 - 全球：22,482,000 | - ：鑽石 - ：9白金 - ：鑽石 - ：9白金 - ：8白金 - ：7白金 - ：7白金 - ：6白金 - ：5白金 - ：8白金 - ：白金 - ：4白金 - ：2白金                                                                             | |
| 4th  | 《30》 - 發行日期：2021年11月19日 |                |                |                |                |                |                |                |                |                |                | - 全球： | | |

### 現場表演
- iTunes Live from SoHo (愛黛兒EP)（英语：iTunes Live from SoHo (Adele EP)） (2009)
- iTunes Festival: London 2011（英语：iTunes Festival: London 2011 (Adele EP)） (2011)
- Live at the Royal Albert Hall（英语：Live at the Royal Albert Hall (Adele video)） (2011)

### 巡迴表演
- An Evening with Adele（英语：An Evening with Adele） (2008–09)
- Adele Live（英语：Adele Live） (2011)
- Adele Live 2016（英语：Adele Live 2016） (2016)

## 外部連結
- 官方网站
- Adele的Facebook專頁
- 愛黛兒的Instagram帳戶